# Imanan
Imanan ist eine Landgemeinde im Departement Filingué in Niger.

## Geographie
Die Nachbargemeinden von Imanan sind Filingué im Norden, Kourfeye Centre im Osten und Tondikandia im Südwesten. Bei den Siedlungen im Gemeindegebiet handelt es sich um 36 Dörfer, 50 Weiler und eine Wasserstelle. Der Hauptort der Landgemeinde ist das Dorf Bonkoukou. Durch den Hauptort verläuft der 14. nördliche Breitengrad.
Der Norden der Gemeinde ist Teil des Sahel, während der Süden zur Übergangszone zwischen Sahel und Sudan gerechnet wird. Teile der Gemeinde Imanan gehören zu einer etwa 70.000 Hektar großen Important Bird Area, die unter der Bezeichnung Dallol Boboye den mittleren Abschnitt des Trockentals Dallol Bosso vom Stadtzentrum von Filingué bis circa 15 Kilometer südlich von Balleyara umfasst.

## Geschichte
Imanan wurde zu Beginn des 19. Jahrhunderts von mehreren Tuareg-Gruppen besiedelt. Um 1870 besiegte Imanans Herrscher Bakkim die Zarma von Dosso. Nach seinem Tod 1888 erhielt sein Sohn Anar die Herrschaft, diesem folgte 1890 Efilla nach. Letzterer musste sich gegen Angriffe aus Karma und Filingué zur Wehr setzen. Im Jahr 1896 wurde Mazou sein Nachfolger. Mazou ergab sich 1901 den Franzosen und flüchtete nach Nigeria.
Die Landgemeinde Imanan ging 2002 im Zuge einer landesweiten Verwaltungsreform aus dem Kanton Imanan/Bonkoukou hervor.

## Bevölkerung
Bei der Volkszählung 2012 hatte die Landgemeinde 38.783 Einwohner, die in 4859 Haushalten lebten. Bei der Volkszählung 2001 betrug die Einwohnerzahl 29.286 in 3840 Haushalten.
Im Hauptort lebten bei der Volkszählung 2012 4881 Einwohner in 756 Haushalten, bei der Volkszählung 2001 3992 in 526 Haushalten und bei der Volkszählung 1988 5805 in 911 Haushalten.
In ethnischer Hinsicht ist die Gemeinde ein Siedlungsgebiet von Tuareg, Fulbe, Kurfeyawa und Zarma.

## Politik
Der Gemeinderat (conseil municipal) hat 13 gewählte Mitglieder. Mit den Kommunalwahlen 2020 sind die Sitze im Gemeinderat wie folgt verteilt: 6 PNDS-Tarayya, 4 MNSD-Nassara und 3 MPR-Jamhuriya.
Jeweils ein traditioneller Ortsvorsteher (chef traditionnel) steht an der Spitze der 36 Dörfer in der Gemeinde.

## Wirtschaft und Infrastruktur
Die Gemeinde liegt am Südrand einer Zone, in der Agropastoralismus betrieben wird. Das staatliche Versorgungszentrum für landwirtschaftliche Betriebsmittel und Materialien (CAIMA) unterhält eine Verkaufsstelle im Hauptort Bonkoukou.
Gesundheitszentren des Typs Centre de Santé Intégré (CSI) sind im Hauptort sowie in den Siedlungen Diguina, Egrou und Tassi Sofakoara vorhanden. Das Gesundheitszentrum im Hauptort verfügt über ein eigenes Labor und eine Entbindungsstation. Der CEG Bonkoukou ist eine allgemein bildende Schule der Sekundarstufe des Typs Collège d’Enseignement Général (CEG). Das Berufsausbildungszentrum Centre de Formation aux Métiers d’Imanan (CFM Imanan) bietet Lehrgänge in familiärer Wirtschaft und Tischlerei an.
Durch Imanan verläuft die Nationalstraße 25, die die Gemeinde mit der Nachbarstadt Filingué und der nigrischen Hauptstadt Niamey verbindet.

## Persönlichkeiten
- Torda Haïnikoye (1942–2008), Offizier und Politiker
- Mouddour Zakara (1912–1976), Politiker